# Spartachiadi

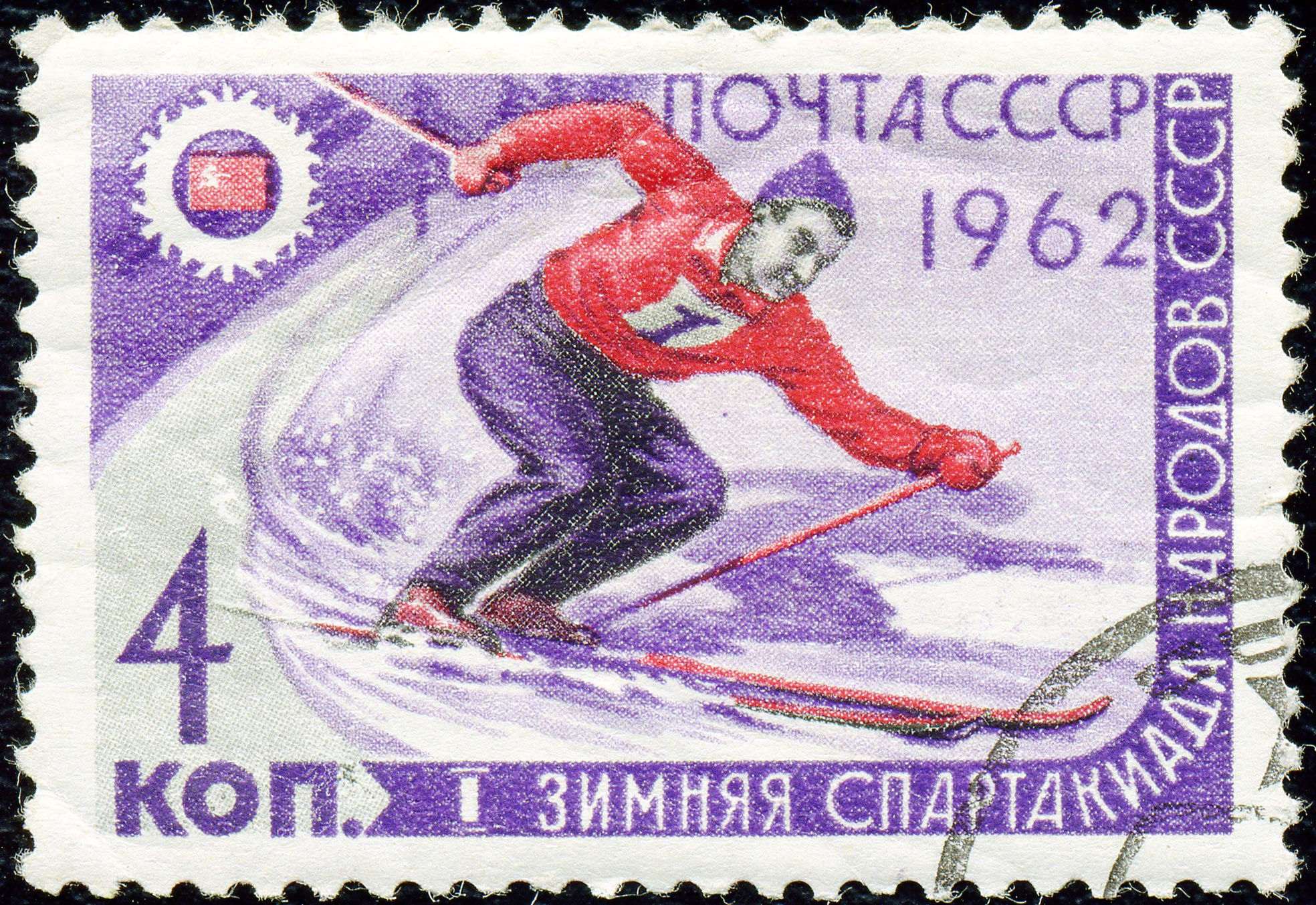
Francobollo celebrativo delle Spartachiadi invernali 1962.

Le Spartachìadi dei Popoli dell'Unione Sovietica (in russo Спартакиада народов СССР?, Spartakiada narodov SSSR), note solo come Spartachìadi, erano una competizione sportiva organizzata in Unione Sovietica.
Nate come evento internazionale alternativo ai Giochi olimpici, tanto da essere considerate una vera e propria olimpiade dei Paesi comunisti, negli anni cinquanta divennero una competizione interna all'URSS.
Altre competizioni con lo stesso nome furono poi organizzate negli altri Paesi del blocco comunista.

## Storia

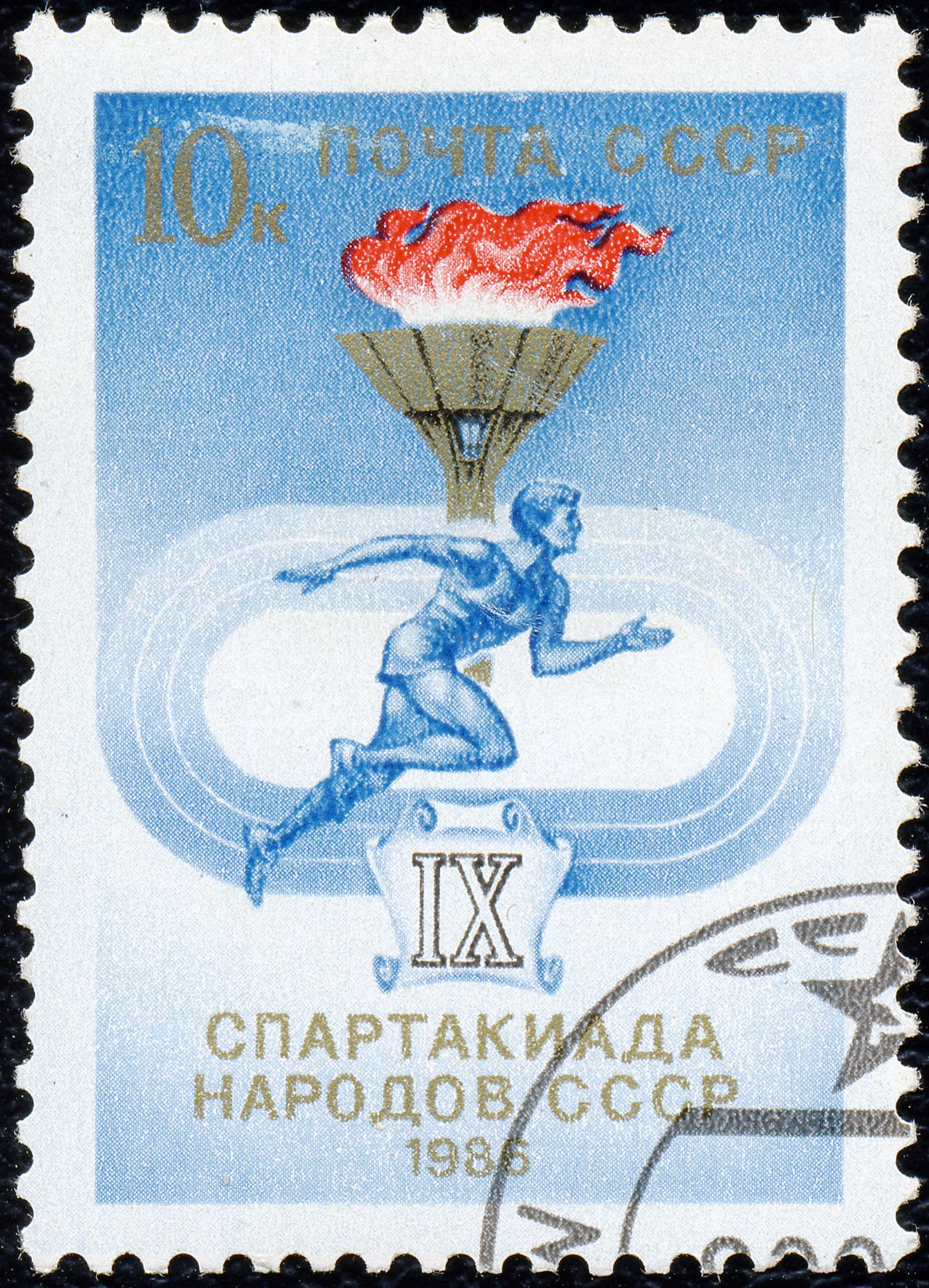
Francobollo celebrativo delle Spartachiadi del 1986.

Le Spartachiadi furono organizzate nel mondo comunista in opposizione ai giochi olimpici e furono così chiamate in onore del tracio Spartaco e della sua impresa a favore della liberazione di schiavi e della sua resistenza contro Roma (dal 73 al 71 a.C.), considerato nel mondo comunista un simbolo dell'Internazionalismo proletario.
Le prime Spartachiadi si svolsero a Mosca dall'11 al 23 agosto 1928 e in quell'occasione parteciparono 7 000 atleti, 600 dei quali provenivano da stati esteri. Sospese durante la seconda guerra mondiale tornarono il 22 gennaio 1955, grazie alla decisione del Consiglio dei ministri dell'URSS. Con la scelta dell'Unione Sovietica di partecipare ai giochi olimpici di Helsinki del 1952 per allentare le tensioni della guerra fredda le Spartachiadi cessarono di essere una manifestazione sportiva internazionale restando una manifestazione interna denominata Spartachiadi dei Popoli dell'Unione Sovietica (in russo Спартакиада народов СССР?, Spartakiada narodov SSSR).
Erano la più grande manifestazione sportiva dell'Unione Sovietica alla quale potevano partecipare tutti, dagli sportivi amatoriali ai campioni di alto livello, ai Maestri dello sport e venivano programmate varie eliminatorie a livello cittadino e regionale.
Parteciparono sempre un numero di atleti maggiore: 40 milioni nel 1959, 85 milioni nel 1967. Venivano svolte come per le Olimpiadi edizioni estive ed invernali.
Furono anche istituite le Spartachiadi della Gioventù e le Spartachiadi dei Sindacati (in russo Спартакиада профсоюзов?, Spartakiada profsojuzov), manifestazione quest'ultima, che è sopravvissuta in numerose repubbliche post-sovietiche, quali la Russia, l'Ucraina, l'Uzbekistan e la Bielorussia.

## Le Spartachiadi in Cecoslovacchia
In Cecoslovacchia durante il regime comunista le esibizioni di massa di ginnasti, che sostituivano i tradizionali Slety dell'associazione dei Sokol sono state denominate Spartachiadi. Analogamente in Albania durante l'epoca socialista con il nome di Spartachiadi sei manifestazioni simili a quelle cecoslovacche si svolsero nel 1959, 1969, 1974, 1979, 1984 e 1989.